# Spilococcus commiphorae
Spilococcus commiphorae är en insektsart som beskrevs av De Lotto 1961. Spilococcus commiphorae ingår i släktet Spilococcus och familjen ullsköldlöss. Inga underarter finns listade i Catalogue of Life.